# Добромыслов, Константин Николаевич
Константи́н Никола́евич Добромы́слов (1857 — не ранее 1919) — настоятель собора Казанской иконы Божией Матери в Пронске, член III Государственной думы от Рязанской губернии.

## Биография
Из духовного сословия. Уроженец села Николаевская Тума Касимовского уезда.
Образование получил в Рязанской духовной семинарии, по окончании которой в 1877 году в течение шести лет был учителем земской начальной школы.
С 1883 года был священником, а затем и протоиереем собора Казанской иконы Божией Матери Пронска Рязанской губернии. Состоял председателем уездного отделения епархиального училищного совета, депутатом от духовенства в уездном земском собрании, местной городской думе и уездном училищном совете, а также законоучителем 3-классного городского училища (с 1883 года).
В 1907 году был избран членом III Государственной думы от Рязанской губернии. Входил во фракцию правых. Состоял членом комиссии по направлению законодательных предположений. Был председателем Пронского отдела Союза русского народа и членом Русского собрания.
На 1914 год — настоятель собора Казанской иконы Божией Матери в Пронске. Во время Гражданской войны был арестован большевиками в качестве заложника «как неблагонадёжный, на время военного положения». На 1919 год содержался в Рязанском концлагере. Дальнейшая судьба неизвестна. Был женат.